# 曹璜 (萬曆進士)
曹璜（1562年—？），字維章、又字于渭，號礎石、又号楚石，山東青州府益都縣人，民籍，明朝政治人物。

## 生平
萬曆十年（1582年）壬午科山東鄉試第五十五名舉人，十四年（1586年）中式丙戌科會試第一百五名，二甲第四十三名進士。工部觀政，授戶部主事，升郎中，出為西安府知府，巡行阡陌，一僕一馬，人不知其為守也。兩入覲，不持一物饋諸貴人，二十六年（1598年）六月升湖廣按察司副使，以父病乞歸，三十年（1602年）起為陝西按察司副使兼陝西布政使司右參議，調福建按察司副使，三十八年（1610年）閏三月升光祿寺少卿，改通政使司右參議，三十九年（1611年）奉使還里，遂請休，四十四年（1616年）五月升通政使司左參議，五疏乞休歸。
里中大饑，人相食，上疏草奏，歷寫流亡餓殍困苦狀，凡五千言，繪其圖欲上之，因病未成。臨終，囑咐家人棺斂喪事務從儉樸，勿受弔賻，曰「始時如何來，今復如何去。」遂逝。

## 著作
著有《大云集》。

## 家族
曾祖曹聰；祖父曹崇；父曹仲，母高氏（封恭人）。具慶下。兄曹珩，弟曹珠、曹璉、曹珖。